# 古田悟

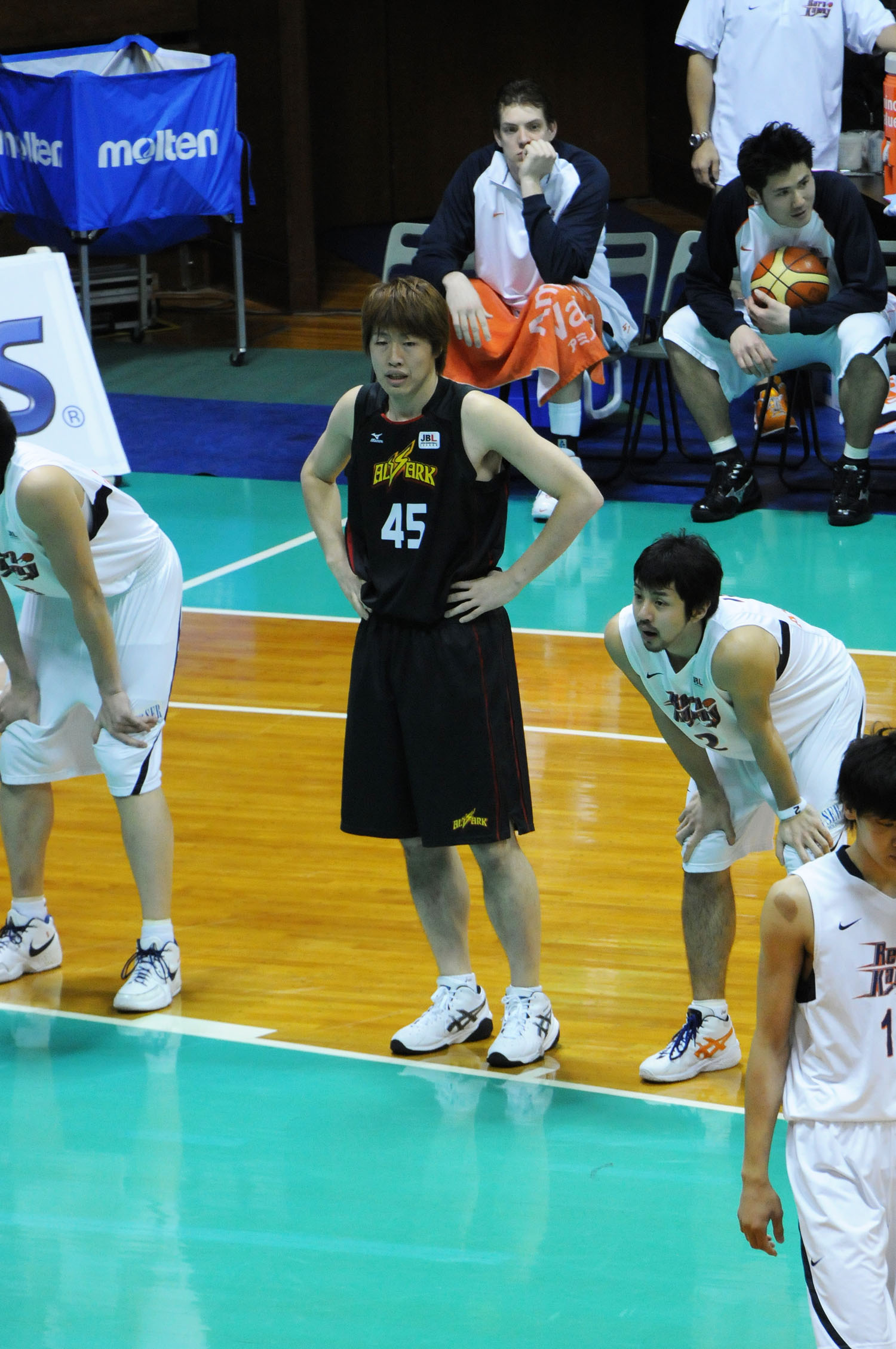
トヨタ時代

古田 悟（ふるた さとる、1971年8月3日 - ）は、愛知県出身のバスケットボール選手、指導者である。選手としては1994年から2005年にかけて三菱電機に、2005年から2011年までトヨタ自動車アルバルクにそれぞれ所属。また1994年から2006年までバスケットボール男子日本代表に選出され、2001年からは主将を務めた。ポジションはフォワード、センター。
引退後は指導者に転身し、2015年から2017年までWリーグに所属する羽田ヴィッキーズのヘッドコーチを務めた。2017年4月よりBリーグ、横浜ビー・コルセアーズのアソシエイトコーチを務め、2017年-2018年シーズンはヘッドコーチを務めた。

## 来歴

### 選手時代
愛知工業大学名電高校では同期の天野佳彦らとともに3年のインターハイとウインターカップでいずれも決勝まで進む。インターハイでは長谷川誠擁する能代工に敗れるも、ウィンターカップ決勝でリベンジを果たし初優勝メンバーとなる。
卒業後は日本体育大学を経て、三菱電機に入社しバスケットボール部に所属。ユニバーシアード準優勝メンバーとなる。
1998年には全日本のメンバーとして世界バスケに出場。 
2005年、トヨタ自動車アルバルクに移籍。
2006世界バスケでは主将を務めた。また、この年に年間ベスト5賞を獲得した。
2011年引退。

### 指導者
引退後は全日本男子U-22のコーチを務め、2012年から江戸川大学男子バスケットボールチームを指導する。
2014年、秋田銀行女子バスケットボール部HCに就任。
2015年、秋田銀行HCを退任し羽田ヴィッキーズHCに就任。
2017年3月、羽田HCを退任し横浜ビー・コルセアーズのアソシエイトコーチに就任。オフにヘッド昇格。
2017年12月、4勝15敗と成績不振のため退任。2018年6月、アースフレンズ東京Zのヘッドコーチに就任。2019年退任。同年、山梨学院大学バスケットボール部監督就任。

## 経歴
- 愛工大名電 - 日体大 - 三菱電機（1994年〜2005年） - トヨタ自動車（2005年〜2011年）

## 日本代表歴
- 1995ユニバーシアード
- 1998世界選手権
- 2006世界選手権

## 参照
1. ↑  『新ヘッドコーチ就任のお知らせ』（プレスリリース）秋田銀行、2014年6月10日。2017年4月7日閲覧。
2. ↑  『ヘッドコーチ契約合意のお知らせ』（プレスリリース）羽田ヴィッキーズ、2015年4月6日。2017年4月7日閲覧。
3. ↑  『アソシエイトコーチ就任のお知らせ』（プレスリリース）横浜ビー・コルセアーズ、2017年4月5日。2017年4月7日閲覧。
4. ↑  『古田悟ヘッドコーチ就任のお知らせ』（プレスリリース）アースフレンズ東京Z、2018年6月19日。2018年6月19日閲覧。